# Lorenzo Pirola
Lorenzo Pirola (Carate Brianza, 20 febbraio 2002) è un calciatore italiano, difensore dell'Olympiacos.

## Biografia
Anche il fratello gemello Carlo ha intrapreso la carriera da calciatore, giocando come portiere.

## Caratteristiche tecniche
È un difensore centrale di piede mancino abile nel gioco aereo e negli anticipi sugli avversari. Bravo in marcatura e determinato nei tackle, è abile anche nelle marcature preventive e dispone di un'ottima personalità. Forte fisicamente, è stato paragonato a Giorgio Chiellini.

## Carriera

### Club

#### Inizi all'Inter
È cresciuto nel settore giovanile dell'Inter, dove è approdato nel 2015, partendo dall'Under-14.
Nella stagione 2019-2020 viene aggregato alla prima squadra guidata da Antonio Conte e debutta il 16 luglio 2020, a 18 anni, sostituendo Antonio Candreva al 79' dell'incontro di Serie A della 33ª giornata vinto per 4-0 in trasferta contro la SPAL.

#### Prestito al Monza
All'inizio della stagione seguente viene ceduto in prestito al Monza, in Serie B. Dopo aver collezionato 16 presenze totali con i brianzoli, torna all'Inter, che il 14 luglio 2021 lo rimanda al Monza in prestito con diritto di opzione e contro-opzione. Nella seconda stagione al Monza non trova spazio inizialmente ed è poi frenato da problemi fisici, tanto da sottoporsi ad artoscopia del ginocchio destro nel gennaio 2022. A marzo viene invece operato d’urgenza per una torsione del testicolo. Ottiene unicamente 10 presenze in campionato, ma viene schierato come titolare dal tecnico Giovanni Stroppa nelle 4 gare dei play-off, attraverso le quali il Monza ottiene la promozione.

#### Salernitana
Il 30 luglio 2022 viene ceduto in prestito con diritto di riscatto e controriscatto alla Salernitana, in Serie A. Il 18 marzo 2023 segna la sua prima rete in massima serie, realizzando il momentaneo 1-0 dei campani nella partita casalinga contro il Bologna (2-2). Soprattutto dopo l'arrivo del tecnico Paulo Sousa trova spazio con continuità, tanto che a fine stagione viene riscattato dal club campano per 5 milioni di euro. In due stagioni con il club campano mette insieme 56 presenze totali e tre gol in Serie A, concludendo però la stagione 2023-2024 con la retrocessione in Serie B.

#### Olympiakos
Il 20 luglio 2024, Pirola viene ceduto a titolo definitivo all'Olympiacos, nella massima serie greca, per 3 milioni di euro. Il successivo 26 settembre esordisce nelle coppe europee, giocando titolare nella partita della fase iniziale di UEFA Europa League persa per 2-0 contro il Lione al Parc Olympique Lyonnais. Divenuto titolare nella seconda parte della stagione, contribuisce alla vittoria del campionato e della Coppa di Grecia.

### Nazionale
Pirola ha rappresentato l'Italia in diverse nazionali giovanili a partite dall'Under-15.
Il 13 ottobre 2020 debutta con la nazionale under-21, guidata da Paolo Nicolato, in occasione della partita di qualificazione vinta per 2-0 contro l'Irlanda a Pisa. Nel marzo del 2021 viene inserito nella lista dei 23 convocati per la fase a gruppi dell'Europeo Under-21; in cui debutta entrando dalla panchina nella terza gara del girone vinta 4-0 contro la Slovenia. Partecipa, senza scendere in campo, anche alla fase finale nella quale l'Italia viene eliminata dal Portogallo ai quarti di finale.

All'inizio del ciclo successivo, il 3 settembre 2021, realizza il suo primo gol con l'Under-21 nella gara di qualificazione vinta 3-0 contro il Lussemburgo a Empoli. Nel giugno 2023 viene convocato per l'Europeo Under-21 organizzato in Georgia e Romania. Impiegato da titolare nelle prime due gare, realizza un gol nella partita vinta contro la Svizzera, ma gli Azzurrini vengono eliminati nella fase a gironi.
Nel successivo mese di settembre, viene nominato capitano dell'Under-21 dal nuovo selezionatore Carmine Nunziata. Nel giugno 2025 viene convocato per l'Europeo Under-21 organizzato in Slovacchia.

## Statistiche

### Presenze e reti nei club
Statistiche aggiornate al 11 maggio 2025.
| Stagione           | Squadra            | Campionato         | Campionato | Campionato | Coppe nazionali | Coppe nazionali | Coppe nazionali | Coppe continentali | Coppe continentali | Coppe continentali | Altre coppe | Altre coppe | Altre coppe | Totale | Totale | Totale |
| Stagione           | Squadra            | Comp               | Pres       | Reti       | Comp            | Pres            | Reti            | Comp               | Pres               | Reti               | Comp        | Pres        | Reti        | Pres   | Reti   |        |
| ------------------ | ------------------ | ------------------ | ---------- | ---------- | --------------- | --------------- | --------------- | ------------------ | ------------------ | ------------------ | ----------- | ----------- | ----------- | ------ | ------ | ------ |
| 2019-2020          | Inter              | A                  | 1          | 0          | CI              | 0               | 0               | UEL                | 0                  | 0                  | -           | -           | -           | 1      | 0      |        |
| 2020-2021          | Monza              | B                  | 12+2       | 0          | CI              | 2               | 0               | -                  | -                  | -                  | -           | -           | -           | 16     | 0      |        |
| 2021-2022          | Monza              | B                  | 10+4       | 0          | CI              | 0               | 0               | -                  | -                  | -                  | -           | -           | -           | 14     | 0      |        |
| Totale Monza       | Totale Monza       | Totale Monza       | 22+6       | 0          |                 | 2               | 0               |                    | -                  | -                  |             | -           | -           | 30     | 0      |        |
| 2022-2023          | Salernitana        | A                  | 26         | 2          | CI              | 1               | 0               | -                  | -                  | -                  | -           | -           | -           | 27     | 2      |        |
| 2023-2024          | Salernitana        | A                  | 27         | 1          | CI              | 2               | 0               | -                  | -                  | -                  | -           | -           | -           | 29     | 1      |        |
| Totale Salernitana | Totale Salernitana | Totale Salernitana | 53         | 3          |                 | 3               | 0               |                    | -                  | -                  |             | -           | -           | 56     | 3      |        |
| 2024-2025          | Olympiacos         | SL                 | 15+6       | 0          | KE              | 4               | 0               | UEL                | 8                  | 0                  | -           | -           | -           | 33     | 0      |        |
| Totale carriera    | Totale carriera    | Totale carriera    | 103        | 3          |                 | 9               | 0               |                    | 8                  | 0                  |             | -           | -           | 120    | 3      |        |

### Cronologia presenze e reti in nazionale
| Cronologia completa delle presenze e delle reti in nazionale ― Italia under 21 | Cronologia completa delle presenze e delle reti in nazionale ― Italia under 21 | Cronologia completa delle presenze e delle reti in nazionale ― Italia under 21 | Cronologia completa delle presenze e delle reti in nazionale ― Italia under 21 | Cronologia completa delle presenze e delle reti in nazionale ― Italia under 21 | Cronologia completa delle presenze e delle reti in nazionale ― Italia under 21 | Cronologia completa delle presenze e delle reti in nazionale ― Italia under 21 | Cronologia completa delle presenze e delle reti in nazionale ― Italia under 21 |
| Data                                                                           | Città                                                                          | In casa                                                                        | Risultato                                                                      | Ospiti                                                                         | Competizione                                                                   | Reti                                                                           | Note                                                                           |
| ------------------------------------------------------------------------------ | ------------------------------------------------------------------------------ | ------------------------------------------------------------------------------ | ------------------------------------------------------------------------------ | ------------------------------------------------------------------------------ | ------------------------------------------------------------------------------ | ------------------------------------------------------------------------------ | ------------------------------------------------------------------------------ |
| 13-10-2020                                                                     | Pisa                                                                           | Italia under 21                                                                | 2 – 0                                                                          | Irlanda under 21                                                               | Qual. Europeo Under-21 2021                                                    | -                                                                              |                                                                                |
| 30-3-2021                                                                      | Maribor                                                                        | Italia under 21                                                                | 4 – 0                                                                          | Slovenia under 21                                                              | Europeo Under-21 2021 - 1º turno                                               | -                                                                              | 73’                                                                            |
| 3-9-2021                                                                       | Empoli                                                                         | Italia under 21                                                                | 3 – 0                                                                          | Lussemburgo under 21                                                           | Qual. Europeo Under-21 2023                                                    | 1                                                                              |                                                                                |
| 12-11-2021                                                                     | Dublino                                                                        | Irlanda under 21                                                               | 0 – 2                                                                          | Italia under 21                                                                | Qual. Europeo Under-21 2023                                                    | -                                                                              | 34’                                                                            |
| 6-6-2022                                                                       | Differdange                                                                    | Lussemburgo under 21                                                           | 0 – 3                                                                          | Italia under 21                                                                | Qual. Europeo Under-21 2023                                                    | -                                                                              |                                                                                |
| 9-6-2022                                                                       | Helsingborg                                                                    | Svezia under 21                                                                | 1 – 1                                                                          | Italia under 21                                                                | Qual. Europeo Under-21 2023                                                    | -                                                                              | 63’                                                                            |
| 14-6-2022                                                                      | Ascoli Piceno                                                                  | Italia under 21                                                                | 4 – 1                                                                          | Irlanda under 21                                                               | Qual. Europeo Under-21 2023                                                    | -                                                                              |                                                                                |
| 26-9-2022                                                                      | Castel di Sangro                                                               | Italia under 21                                                                | 1 – 1                                                                          | Giappone under 21                                                              | Amichevole                                                                     | -                                                                              |                                                                                |
| 19-11-2022                                                                     | Ancona                                                                         | Italia under 21                                                                | 2 – 4                                                                          | Germania under 21                                                              | Amichevole                                                                     | -                                                                              |                                                                                |
| 27-3-2023                                                                      | Reggio Calabria                                                                | Italia under 21                                                                | 3 – 1                                                                          | Ucraina under 21                                                               | Amichevole                                                                     | -                                                                              |                                                                                |
| 22-6-2023                                                                      | Cluj-Napoca                                                                    | Francia under 21                                                               | 2 – 1                                                                          | Italia under 21                                                                | Europeo Under-21 2023 - 1º turno                                               | -                                                                              | 75’                                                                            |
| 25-6-2023                                                                      | Cluj-Napoca                                                                    | Svizzera under 21                                                              | 2 – 3                                                                          | Italia under 21                                                                | Europeo Under-21 2023 - 1º turno                                               | 1                                                                              | 71’                                                                            |
| 8-9-2023                                                                       | Jūrmala                                                                        | Lettonia under 21                                                              | 0 – 0                                                                          | Italia under 21                                                                | Qual. Europeo Under-21 2025                                                    | -                                                                              | cap.                                                                           |
| 12-9-2023                                                                      | İzmit                                                                          | Turchia under 21                                                               | 0 – 2                                                                          | Italia under 21                                                                | Qual. Europeo Under-21 2025                                                    | -                                                                              | cap.                                                                           |
| 17-10-2023                                                                     | Bolzano                                                                        | Italia under 21                                                                | 2 – 0                                                                          | Norvegia under 21                                                              | Qual. Europeo Under-21 2025                                                    | -                                                                              | cap. 89’                                                                       |
| 16-11-2023                                                                     | Serravalle                                                                     | San Marino under 21                                                            | 0 – 7                                                                          | Italia under 21                                                                | Qual. Europeo Under-21 2025                                                    | 1                                                                              | cap. 63’                                                                       |
| 21-11-2023                                                                     | Cork                                                                           | Irlanda under 21                                                               | 2 – 2                                                                          | Italia under 21                                                                | Qual. Europeo Under-21 2025                                                    | -                                                                              | cap.                                                                           |
| 26-3-2024                                                                      | Ferrara                                                                        | Italia under 21                                                                | 1 – 1                                                                          | Turchia under 21                                                               | Qual. Europeo Under-21 2025                                                    | -                                                                              | cap. 28’                                                                       |
| 10-9-2024                                                                      | Stavanger                                                                      | Norvegia under 21                                                              | 0 – 3                                                                          | Italia under 21                                                                | Qual. Europeo Under-21 2025                                                    | -                                                                              | cap.                                                                           |
| 15-11-2024                                                                     | Empoli                                                                         | Italia under 21                                                                | 2 – 2                                                                          | Francia under 21                                                               | Amichevole                                                                     | -                                                                              | cap. 73’                                                                       |
| 21-3-2025                                                                      | Venezia                                                                        | Italia under 21                                                                | 1 – 2                                                                          | Paesi Bassi under 21                                                           | Amichevole                                                                     | -                                                                              | cap.                                                                           |
| 24-3-2025                                                                      | Cittadella                                                                     | Italia under 21                                                                | 1 – 1                                                                          | Danimarca under 21                                                             | Amichevole                                                                     | -                                                                              | 90+2’                                                                          |
| 11-6-2025                                                                      | Trnava                                                                         | Italia under 21                                                                | 1 – 0                                                                          | Romania under 21                                                               | Europeo Under-21 2025 - 1º turno                                               | -                                                                              | cap.                                                                           |
| 14-6-2025                                                                      | Trnava                                                                         | Slovacchia under 21                                                            | 0 – 1                                                                          | Italia under 21                                                                | Europeo Under-21 2025 - 1º turno                                               | -                                                                              | cap.                                                                           |
| 17-6-2025                                                                      | Trnava                                                                         | Spagna under 21                                                                | 1 – 1                                                                          | Italia under 21                                                                | Europeo Under-21 2025 - 1º turno                                               | -                                                                              | 84’                                                                            |
| 22-6-2025                                                                      | Dunajská Streda                                                                | Germania under 21                                                              | 3 – 2 dts                                                                      | Italia under 21                                                                | Europeo Under-21 2025 - Quarti di finale                                       | -                                                                              | cap. 16’ 102’                                                                  |
| Totale                                                                         |                                                                                | Presenze                                                                       | 26                                                                             |                                                                                | Reti                                                                           | 3                                                                              |                                                                                |

## Palmarès

### Club

#### Competizioni nazionali
- Campionato greco: 1

Olympiakos: 2024-2025
- Coppa di Grecia: 1

Olympiacos: 2024-2025

#### Competizioni giovanili
- Campionato Nazionale Under-16: 1

Inter: 2017-2018
- Campionato Nazionale Under-17: 1

Inter: 2018-2019